# 红十月村 (萨拉托夫州)
红十月村（羅馬化：Krasnyy Oktyabrʹ）是俄罗斯萨拉托夫州的市级镇，由该州的加加林区管辖，地处萨拉托夫州中西部，位于区行政中心及州府萨拉托夫西侧。
建于1946年，称红十月村，以纪念十月革命；1951年设市级镇。该地2022年人口有3,159人；2010年人口3,340；2002年人口3,328；1989年人口3,364。